# Foremark
Foremark – osada i civil parish w Anglii, w Derbyshire, w dystrykcie South Derbyshire. W 2011 civil parish liczyła 272 mieszkańców. Miejscowość Foremark jest wspomniana w Domesday Book (1086) jako Forneuuerche.